# Ladrillo mágico
Un ladrillo mágico es un ladrillo de arcilla que participaba en el ritual de protección de una tumba real en el Antiguo Egipto. 
Los ladrillos mágicos, compuestos de fina arcilla cruda, se mezclaban con fibras vegetales y otras sustancias, como incienso, que incrementaba su poder apotropaico. En general, los destinados a particulares llevaban una inscripción en hierático, la mayoría de las veces incisa; los destinados al rey, a la familia real o a las personas cercanas al poder se inscribían predominantemente en jeroglíficos frecuentemente se trazaban a tinta. También, los ladrillos de particulares generalmente tenían dimensiones más pequeñas que los de los reyes.  
El capítulo 151 del Libro de los muertos recomienda colocar cuatro ladrillos de arcilla cruda situados en pequeños nichos en cada una de las paredes de la cámara sepulcral, con inscripciones mágicas de fórmulas protectoras y decorados con figurillas o amuletos y con una orientación hacia los cuatro puntos cardinales en la siguiente forma:
- Sur, amuleto en forma de antorcha, girado al norte.
- Norte, figura mumiforme, ushebti, girada al sur.
- Oeste, pilar dyed, girado al este.
- Este, amuleto de Anubis, girado al oeste.

Existe constancia de ellos desde el reinado de Tutmosis III] al de Nectanebo I. En la dinastía XVIII, muy habituales, se han encontrado en las cámaras sepulcrales desde 4 nichos de ladrillos mágicos en la tumba de Tutanjamón hasta los 11 en la de Amenhotep III.

## Ladrillos mágicos de parto
Como la mortalidad de los nacimientos era muy elevada en el Antiguo Egipto, se tendía a pedir ayuda a los dioses a través de objetos considerados mágicos. Como la forma más habitual de dar a luz de las mujeres era en cuclillas, se situaban sobre cuatro ladrillos mágicos que estaban asociados a la diosa protectora de los partos y la maternidad, Mesjenet.
Frecuentemente, estos ladrillos rectangulares tenían dibujos con imágenes mágicas de dioses protectores del nacimiento, como el de la diosa Mesjenet en forma de ladrillo con cabeza humana o escenas, como las de una mujer sujetando a su bebé recién nacido.